# Pier Luigi Branduardi
Pier Luigi Branduardi (Pavia, 10 dicembre 1943 – Torre d'Isola, 23 settembre 2024) è stato un calciatore italiano, di ruolo portiere.

## Carriera
Cresciuto nel Guinzano, passa al Vigevano nel 1962-1963, al Catania nel 1963-1964 ed al Novara nel 1966-1967. Passa alla Pro Vercelli nel 1967-1968 con cui ottiene nel 1970-1971 una promozione in Serie C, poi gioca ancora un altro torneo di Serie C quindi passa al Pavia. Conta 20 presenze in Serie A con il Catania (era riserva di Vavassori) e 3 in Serie B.
La parte finale della carriera l'ha visto nelle categorie inferiori, dove si tolse un'altra soddisfazione con la conquista della Coppa Italia Dilettanti 1976-77 con il Casteggio: la finale, vinta contro la Sangiuseppese, fu giocata a San Siro prima del derby Inter–Milan, finale di Coppa Italia di quella edizione, in quella che fu l'ultima partita giocata da Sandro Mazzola.

## Palmarès

### Club

#### Competizioni nazionali
- Serie D: 1

Pro Vercelli: 1970-1971
- Coppa Italia Dilettanti: 1

Casteggio: 1976-1977